# 5790 Nagasaki
5790 Nagasaki eller 9540 P-L är en asteroid i huvudbältet som upptäcktes den 17 oktober 1960 av den nederländsk-amerikanske astronomen Tom Gehrels och det nederländska astronomparet Ingrid van Houten-Groeneveld och Cornelis Johannes van Houten vid Palomarobservatoriet. Den är uppkallad efter den japanska staden Nagasaki.
Den tillhör asteroidgruppen Astraea.